# フォルマッツァ
フォルマッツァ（伊: Formazza）は、イタリア共和国ピエモンテ州ヴェルバーノ・クジオ・オッソラ県にある、人口約400人の基礎自治体（コムーネ）。

## 地理

### 位置・広がり
| 隣接するコムーネは以下の通り。括弧内のCH-TIはスイスティチーノ州、CH-VSはヴァレー州所属を示す。 - バチェーノ - Bedretto (CH-TI) - Binn (CH-VS) - Bosco/Gurin (CH-TI) - Cevio (CH-TI) - プレーミア - Reckingen-Gluringen (CH-VS) - Ulrichen (CH-VS) |

## 行政

### 分離集落
フォルマッツァには、以下の分離集落（フラツィオーネ）がある。
Antillone, Brendo, Canza, Frua, Chiesa, Fondovalle, Foppiano, Grovella, Ponte, Riale, San Michele, Sotto Frua, Valdo